# 薩帕尼夫
50°8′51″N 25°40′35″E / 50.14750°N 25.67639°E
薩帕尼夫（烏克蘭語：Сапанів）是位於烏克蘭西部泰爾諾皮爾州裏克列梅涅茨區的村莊，始建於1545年，面積21.3平方公里，人口1,315，人口密度每平方公里77.7人。